# Antilla (Cuba)
Pour les articles homonymes, voir Antilla.
Antilla est une ville et une municipalité de Cuba dans la province de Holguín. La ville a été fondée en 1907 comme terminus ferroviaire et port.

## Géographie

### Situation
La municipalité est dans le sud de Cuba sur sa côte nord, dans le nord de la province de Holguín.
Son chef-lieu Antilla se trouve à 815 km sud-est de La Havane, 84 km est de sa capitale de province Holguin, et 150 km nord de Santiago de Cuba, la grande ville du sud du pays.
La municipalité d'Antilla est pratiquement entièrement située sur une péninsule, et du côté des terres de l'île de Cuba (à l'ouest) elle est entièrement entourée par la municipalité de Banes. Côté est, elle est à moins de 1 km du cayo Saetía (en) sur la municipalité de Mayarí. Au nord se trouve aussi la baie de Banes ; et au sud la baie de Nipe.

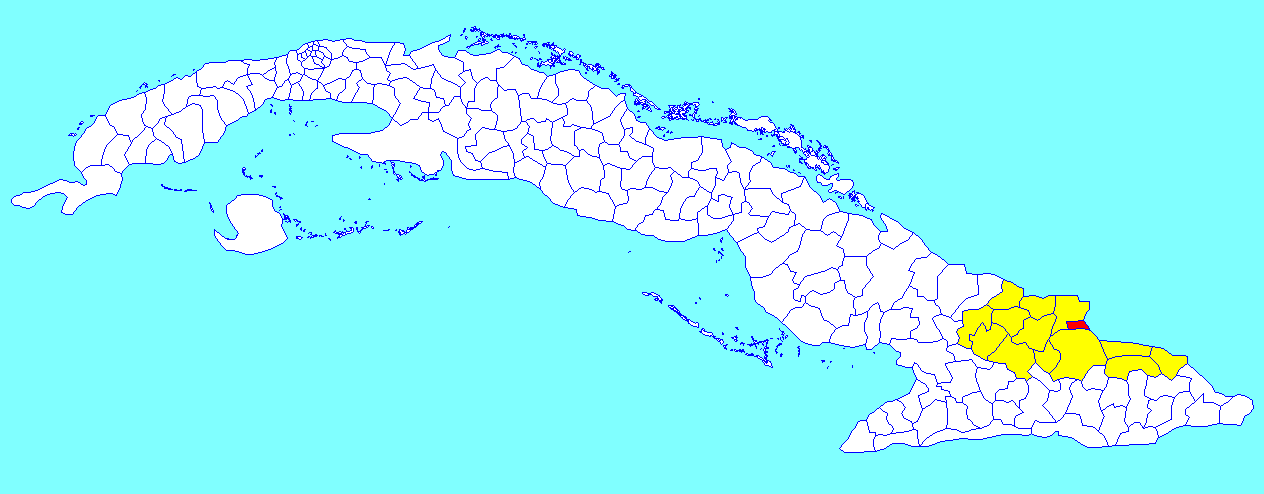
Municipalité d'Antilla dans la province de Holguín

### Divisions administratives
La municipalité inclut trois consejos populares : 
- Antilla 1
- Antilla 2
- El Ramón

## Population
En 2022 la population de la municipalité est estimée à 21 332 habitants. Pour une surface de 119,7 km2, la densité est de 178,2 habitants/km².

## Personnalités nées à Antilla
- William Collazo, athlète, né en 1986